# Toranche
Die Toranche ist ein Fluss in Frankreich, der in der Region Auvergne-Rhône-Alpes verläuft. Sie entspringt im Bergland Monts du Lyonnais, im nordwestlichen Gemeindegebiet von Saint-Laurent-de-Chamousset, entwässert generell Richtung Westsüdwest und mündet nach rund 29 Kilometern im Gemeindegebiet von Saint-Laurent-la-Conche als rechter Nebenfluss in die Loire. Auf ihrem Weg durchquert die Toranche die Départements Rhône und Loire.

## Orte am Fluss
(Reihenfolge in Fließrichtung)
- La Conche, Gemeinde Saint-Laurent-de-Chamousset
- Le Roussiau, Gemeinde Saint-Clément-les-Places
- La Valetière, Gemeinde Haute-Rivoire
- Haute-Rivoire
- Le Cheval Mort, Gemeinde Meys
- Les Urieux, Gemeinde Haute-Rivoire
- Virigneux
- Saint-Cyr-les-Vignes
- Le Pontet, Gemeinde Saint-Cyr-les-Vignes
- Magneux le Gabion, Gemeinde Saint-Laurent-la-Conche
- Saint-Laurent-la-Conche